# Aterro sanitário de Fresh Kills

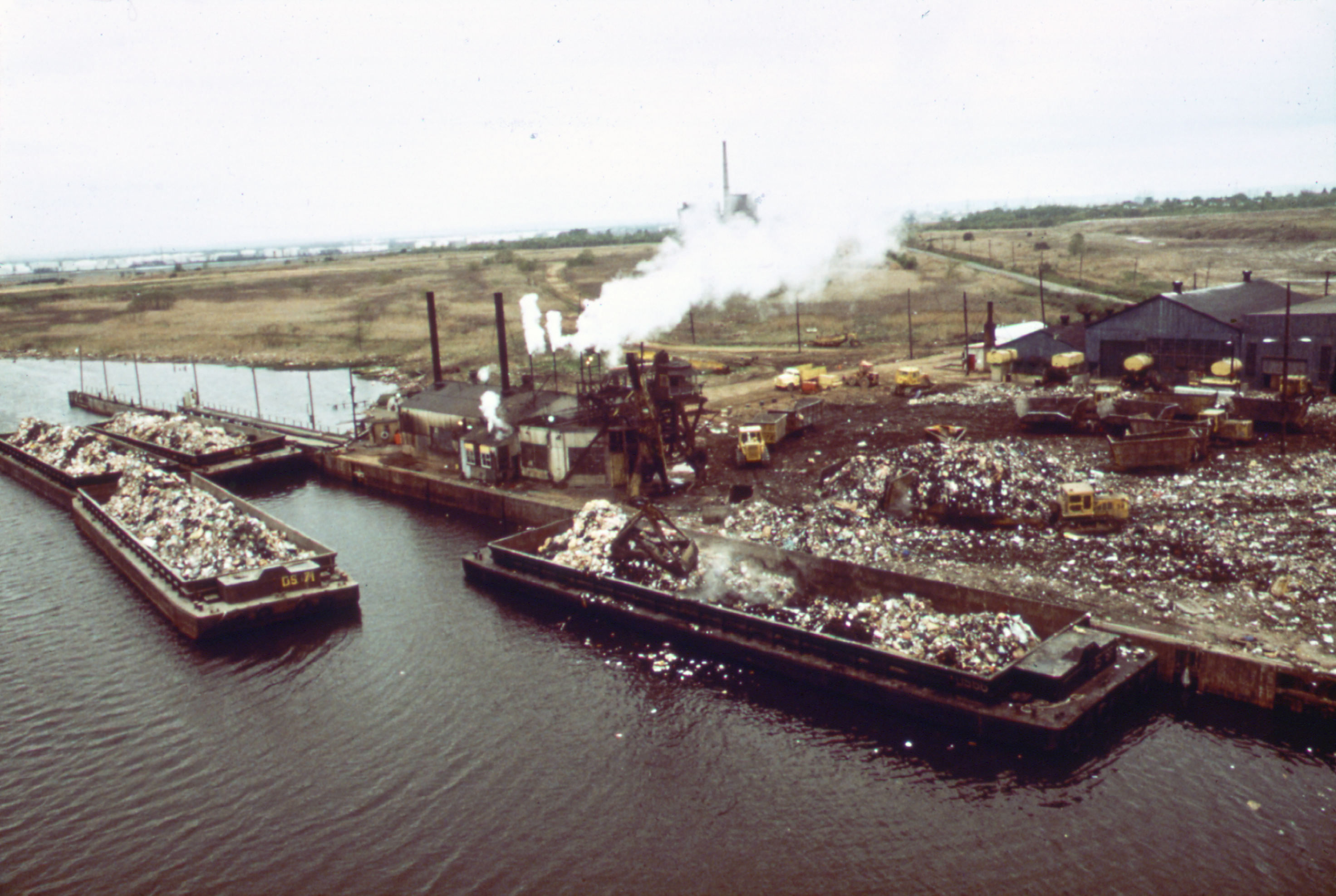
Barcaças carregadas de lixo atracando próximas à uma das plantas de processamento do aterro de Fresh Kills

O Aterro Sanitário de Fresh Kills (Fresh Kills Landfill, em inglês) era um aterro sanitário situado no distrito de Staten Island, na cidade de Nova Iorque, EUA.
Inaugurado em 1947, esse aterro media 890 hectares. Inicialmente previa-se utilizar a área para despejo de lixo por um período não superior a 20 anos e, em seguida, a área seria recuperada com a instalação de construções residenciais e industriais sobre o terreno. Contudo, a elevada demanda por aterros devido a grande produção de lixo pela Região Metropolitana de Nova Iorque fez com que esse prazo fosse aumentado, ficando em funcionamento até 22 de março de 2001, data em que este aterro foi oficialmente fechado pela United States Environmental Protection Agency (EPA).
No auge de sua operação, essa instalação chegou a receber 13 mil toneladas de lixo por dia, sendo considerado o maior aterro de lixo do mundo.

## 11 de Setembro
Após os atentados de 11 de Setembro de 2001 o Aterro Sanitário de Fresh Kills foi reaberto, em caráter excepcional, para receber os escombros retirados do Ground Zero.
Com o desmoronamento das Torres Gêmeas do World Trade Center, não havia nas redondezas de Nova Iorque nenhum lugar com espaço o suficiente para que os destroços fossem despejados. Assim, optou-se pela reabertura temporária do Aterro de Fresh Kills. Como muitas partes de corpos não recuperadas permanecem enterradas nesse local, junto aos escombros, um memorial está sendo construído para homenagear as vítimas cujos remanescentes ali estão sepultados.